# 褐斑笋螺
褐斑笋螺（学名：Terebra areolata），是新腹足目笋螺科笋螺属的一种。主要分布于越南、马来西亚、印度尼西亚、台湾，常栖息在浅海砂底、浅海到水深50米。